# Васильково (Торжоцький район)
Васильково (рос. Васильково) — присілок в Торжоцькому районі Тверської області Російської Федерації.
Населення становить 7 осіб. Входить до складу муніципального утворення Мар'їнське сільське поселення.

## Історія
Від 2005 року входить до складу муніципального утворення Мар'їнське сільське поселення.

## Населення
| 2010 |
| ---- |
| 7    |